# 小野田俊蔵
小野田 俊蔵（おのだ しゅんぞう、1952年1月30日 - ）は、日本の仏教学者。佛教大学名誉教授。専門はチベット仏教文化・アジアの芸術文化。

## 略歴
- 1952年1月 兵庫県神戸市出身。
- 1964年3月 神戸市立長田小学校卒業。
- 1967年3月 神戸市立西代中学校卒業。
- 1970年3月 兵庫県立長田高等学校卒業。
- 1974年3月 佛教大学文学部仏教学科卒業[1]。
- 1976年3月 佛教大学大学院文学研究科博士前期課程仏教学専攻修了（文学修士）。
- 1979年3月 佛教大学大学院文学研究科博士後期課程仏教学専攻単位得了。
- 1979年4月 佛教大学文学部研究生。
- 1980年4月 佛教大学文学部仏教学科助手。
- 1983年4月 佛教大学文学部仏教学科専任講師。
- 1989年4月 佛教大学文学部仏教学科助教授。
- 1993年3月 学位（文学博士）取得（佛教大学）。
- 1996年4月 佛教大学文学部仏教学科教授。
- 2004年4月 佛教大学文学部人文学科教授。
- 2010年4月 佛教大学歴史学部歴史文化学科教授。
- 2022年3月 定年退任

## 研究課題
- チベット絵画史・技法史
- 伝統芸能・伝統音楽
- 精進食文化

## 所属学会
- 日本印度学仏教学会（2018年より理事）
- 日本西蔵学会（1985年より委員）
- 日本仏教学会仏教史学会（1980年11月より1992年11月まで委員）
- 密教図像学会（2009年11月より委員）
- 国際チベット学会（International Association for Tibetan Studies）

## 受賞歴
- 日本印度学仏教学会平成4年度学術大会にて学会賞受賞[1]
- 平成4年度浄土宗学術賞受賞[1]

## 著書

### 共編著
- 『セラ僧院教科書集 - 基礎課程』（永田文昌堂） 1985年
- 『ロントゥン般若釈』（永田文昌堂） 1988年
- 『ギェルツァプ造リクテル釈』（永田文昌堂） 1994年
- 『チベット巡礼』（田中公明, ペマ・ギャルポ, 宮本久義、永橋和雄写真、KDDクリエイティブ） 1997年
- 『チベットと日本の百年』（日本人チベット行百年記念フォーラム実行委員会、新宿書房） 2003年
- 『宗教の相貌 - 民族と宗教を考える』（近藤十郎, 畠中光享, 延塚知道, 小田淑子, 加島祥造、京都光華女子大学真宗文化研究所、光華叢書6） 2005年、のち改版（自照社出版） 2006年3月
- 『アジアにおける仏教美術の諸様式 - チベット・モンゴル・ブータン』（岡本康兒、佛教大学アジア宗教文化情報研究所） 2006年
- 『ブッダと法然』（佛教大学仏教学部、学術図書出版社） 2019年

## 翻訳
- 『現代チベット語教本』（ツルティム・ケサン, 国際仏教徒協会、永田文昌堂） 1980年。改定版 1983年、改定新版 1987年
- 『西蔵曼荼羅集成』（ソナム・ギャッツォ、講談社） 1983年
- 『チベットの僧院生活』（ゲシェー・ラプテン他、平河出版社） 1984年
- 『チベット絵画の歴史 - 偉大な絵師たちの絵画様式とその伝統』（ディヴィッド・ポール ジャクソン、平河出版社） 2006年
- 『稿本チベット絵画の技法と素材』（ディヴィッド・ジャクソン著、瀬戸敦朗, 田上操共訳、佛教大学アジア宗教文化情報研究所） 2008年